# Герб Нетішина
Герб Неті́шина — офіційний символ міста Нетішина Хмельницької області, затверджений рішенням № 1 сесії Нетішинської міської ради від 11 грудня 1996 року.

## Опис
Герб Нетішина являє собою щит, розділений золотою смугою (1/7 від висоти щита) на два нерівнозначні поля — меншу горішню частину із зображенням 3 трипалих соснових гілочок, розташованих у один ряд, і більшу нижню зелену із символічною срібною шестипелюстковою «квіткою». 
Щит увінчаний срібною міською геральдичною короною, що вказує на славні історичні традиції поселення.
Лазуровий колір глави гербового щита — це символ чистоти навколишнього середовища, три соснові гілочки уособлюють ліси, серед яких знаходиться місто. Золота «роздільна» смуга — це піски, на яких розташоване місто. Шестипелюсткова стилізована «квітка» — це символічний фрагмент атомного реактора ВВЕР-1000 Хмельницької АЕС, що складається з семи шестигранних касет.

## Цікаві факти
Символ Нетішина у 1999 р. увійшов до десятка найкращих гербів країн СНД.

## Джерело
- Інформація про сучасний герб Нетішина на сайті «Українська геральдика» [Архівовано 5 березня 2016 у Wayback Machine.]